# Fagopyrum tataricum
Fagopyrum tataricum (L.) Gaertn., 1790 è una pianta appartenente alla famiglia delle Poligonacee, originaria del Tibet e della Cina.
Insieme al grano saraceno (Fagopyrum esculentum) è spesso considerato un cereale, ma a differenza dei cereali veri i grani saraceni non sono membri della famiglia delle graminacee.
Fagopyrum tataricum è stato addomesticato in Asia orientale ed è ancora oggi consumato nella regione dell'Himalaya.